# María Montez nemzetközi repülőtér
A María Montez nemzetközi repülőtér (IATA: BRX, ICAO: MDBH) a Dominikai Köztársaság egyik nemzetközi repülőtere, amely Barahona Province közelében található. Éves utasforgalma 78 fő .

## Légitársaságok és úticélok
2023-ban a María Montez nemzetközi repülőtérről az alábbi járatok indulnak:
| Légitársaság | Célállomások                         |
| ------------ | ------------------------------------ |
| Air Century  | Szezonális: Santo Domingo–La Isabela |
| M&N Aviation | Szezonális: San Juan                 |

## Forgalom
Az utasforgalom az elmúlt években az alábbi módon változott:
| Utasok száma |      |      |      |      |      |      |      |      |      | 78   |
|              | 1998 | 2000 | 2003 | 2005 | 2007 | 2010 | 2012 | 2014 | 2017 | 2022 |